# John J. Pershing
John Joseph Pershing (Laclede, Misuri; 13 de septiembre de 1860-Washington D. C., 15 de julio de 1948), más conocido como John J. Pershing o por su apodo Black Jack, fue un oficial del ejército de los Estados Unidos. Pershing es el único militar estadounidense que alcanzó en vida el rango de general de los Ejércitos, solo superado por George Washington a quien se le concedió retroactivamente con mayor antigüedad.
Pershing dirigió la Fuerza Expedicionaria Estadounidense en la Primera Guerra Mundial y se considera el mentor de la generación de los generales que comandaron las fuerzas del ejército estadounidense en Europa durante la Segunda Guerra Mundial, incluyendo a George Marshall, Dwight D. Eisenhower, Omar Bradley y George Patton.
También es conocido por comandar la fracasada expedición punitiva en 1916 que fue enviada a México para intentar atrapar al revolucionario Pancho Villa, un chasco desde el punto de vista estadounidense.

## Primeros años
John Joseph Pershing nació en una hacienda cerca al pueblo de Laclede, Misuri. Su padre, John Fletcher Pershing, era un negociante local y propietario de una tienda. La familia se trasladó al pueblo a principios de 1861. Cuando empezó la guerra civil estadounidense, John Fletcher Pershing trabajó como contratista para el 18.º Regimiento de Voluntarios de Infantería de Misuri, pero no hizo el servicio militar por decisión propia, ni tampoco participó en el combate.
Pershing asistió a una pequeña escuela en Laclede considerada como selecta y reservada para los niños más inteligentes e hijos de los ciudadanos más distinguidos. Como el padre de Pershing era un empresario bastante conocido en Laclede, Pershing y su hermano asistieron a esta escuela preparatoria.
Después de graduarse en la escuela secundaria en 1878, Pershing ejerció como maestro en la vecindad y se involucró en la educación de los niños negros de la localidad. Gracias a esta experiencia, desarrolló una gran comprensión de los problemas raciales, que más tarde le serviría en su carrera militar, cuando comandó un grupo de soldados afroamericanos.
Entre 1880 y 1882, Pershing asistió a la Escuela Normal del Norte de Misuri en Kirksville. En la primavera de 1882, cuando ya tenía veintiún años, solicitó la admisión en West Point tras informarse de que impartía una educación universitaria excelente. Más tarde confesó a su hermana que el deseo de servir en armas era secundario frente al de asistir a las clases de West Point y que solicitó la admisión porque el aprendizaje allí era mejor que lo que se podía obtener en el Misuri rural en aquella época.[cita requerida]

## Años en West Point

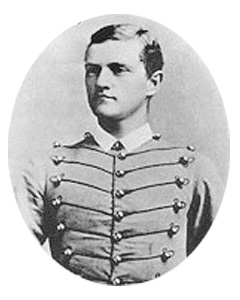
El cadete Pershing en 1886.

John J. Pershing hizo el juramento de cadete de West Point en otoño de 1882. Su liderazgo destacó desde el primer momento y ascendió a Cabo Primero, Sargento Primero, Teniente Primero, y finalmente Capitán Primero, el grado de cadete más elevado posible en West Point. Además de su carrera como cadete, el Capitán Primero de Cadetes Pershing comandó la Guardia de Honor de West Point que acompañó la procesión del funeral del presidente Ulysses S. Grant.
Pershing se graduó en West Point en el verano de 1886 y recibió además la felicitación del director de la academia, el general Wesley Merritt, por sus grandes habilidades de liderazgo y sus «excelentes cualidades».
Antes de la graduación, Pershing consideró pedir una licencia al Ejército para estudiar Derecho y retrasar su despacho de oficial. Solicitó una excedencia de West Point, pero canceló la petición para entrar en el servicio activo en el Ejército. Recibió su despacho de teniente segundo en el Ejército de los Estados Unidos en el otoño de 1886, a la edad de veintiséis años. Su padre murió el 5 de abril de 1886. Su madre falleció una semana y media después, dejando hundido al joven Pershing.

## Carrera inicial
Pershing inició su servicio activo el 30 de septiembre de 1886 y fue enviado al destacamento L del 6.º Regimiento de Caballería estacionado en Fort Bayard, Nuevo México. Mientras sirvió en el 6.º Regimiento, participó en varias campañas contra los nativos americanos y recibió menciones honoríficas por su valor en combate contra los apaches.
Entre 1887 y 1890, sirvió con el 6.º Regimiento en diversos lugares de California, Arizona, y Dakota del Norte. También se convirtió en tirador experto y en 1891 consiguió el segundo puesto con revólver y quinto con fusil de todos los soldados del Ejército estadounidense.
El 9 de diciembre de 1890, Pershing y el 6.º Regimiento de Caballería llegaron a Sioux City, Iowa, donde tomó parte en derrotar los últimos levantamientos de los indios sioux lakota. Un año después recibió el título de instructor de tácticas militares en la Universidad de Nebraska en Lincoln. Pershing ejerció como instructor hasta 1895 pero no se promocionó, permaneciendo en el empleo de teniente segundo a la edad de 35 años. Este retraso en su carrera era típico en el ejército estadounidense de aquel período, porque el número de empleos y oportunidades de promoción eran muy escasos.
Durante su periodo en Nebraska, Pershing asistió a una escuela de Derecho y se graduó en 1893. También formó una compañía de entrenamiento, la Compañía A, en 1891, que ganó la Copa Omaha. En 1893, la Compañía A se convirtió en una fraternidad universitaria y cambió su nombre a Varsity Rifles. El grupo cambió el nombre por última vez en 1894, denominándose los Pershing Rifles en honor a su creador.
El 1 de octubre de 1894, Pershing recibió el rango de teniente primero y se puso a cargo de una Compañía del 10.º Regimiento de Caballería (uno de los originales regimientos de los Buffalo Soldiers) compuesto de soldados negros bajo la dirección de oficiales blancos. Basado en Fort Assinniboine en Montana, dirigió una expedición para capturar y deportar a Canadá un gran grupo de indios Cree. Aunque fue antipático a los amerindios, como la mayoría de los estadounidenses de aquella época, Pershing era un conocido partidario del valor de los soldados afroamericanos en las fuerzas armadas de los EE. UU.
En 1897 fue nombrado instructor en West Point, donde se juntó con el estado táctico. Los cadetes enfadados por el tratamiento severo y criterios difíciles de su instructor le apodaron Nigger Jack, en referencia a su servicio con el 10.º Regimiento de Caballería. Los periodistas que informaban de la Primera Guerra Mundial cambiaron este título a Black Jack.

## Guerra con España y las Filipinas

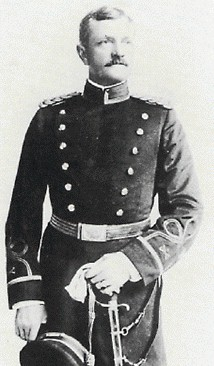
Capitán John J. Pershing, c.1902.

Al inicio de la guerra hispano-estadounidense, se ofreció al teniente primero Pershing un rango provisional de comandante (major). Fue encargado comandante de voluntarios (Major of Volunteers) el 26 de agosto de 1898. Luchó destacadamente en la batalla de las Colinas de San Juan en Cuba y fue reconocido por su valor. En 1919, recibió la Estrella de Plata Citación por su parte en dicha pelea, y en 1932 el premio fue mejorado a la Medalla Estrella de Plata.
En marzo de 1899, después de recuperarse de malaria en los EE. UU., se encargó de la Oficina de Aduanas y Asuntos Insulares, que supervisaba las tropas estadounidenses en los territorios ocupados en la guerra, incluidos Cuba, Puerto Rico, las Filipinas, y Guam.
Cuando estalló la guerra filipino-estadounidense, fue enviado a Manila, donde se reportó para sus tareas el 17 de agosto de 1899, quedándose con el rango provisional de Major of Volunteers. Fue asignado al Departamento de Mindanao y Jolo, y comandó unos esfuerzos ofensivos para derrotar la resistencia filipina. Fue nombrado en el puesto de Ayudante General de su departamento el 27 de noviembre de 1900, hasta el 1 de marzo del año siguiente. Pershing recibió citaciones por su valor en luchas en el Río Cayagan durante el ataque a un baluarte filipino en Macajambo.
Se revocó su cargo provisional en la primavera de 1901, y volvió a su rango normal de capitán en el Ejército. Sirvió con el Regimiento 1.º de la Caballería en las Filipinas, donde continuó peleando contra la resistencia filipina. Más tarde se unió al Regimiento 15.º de la Caballería, donde sirvió como oficial de espionaje, participando en acciones contra los Moros, donde otra vez recibió una citación por su valentía en Lago Lanao. En junio de 1901, sirvió por un breve tiempo como Comandante de los Párrocos del Campamento en Lanao, en reemplazo del anterior comandante quien había sido ascendido a un rango más alto.

## Ascenso a general
En junio de 1903, Pershing fue ordenado a regresar a los Estados Unidos. El presidente Theodore Roosevelt pidió al Estado General del Ejército que ascendieran a Pershing al rango de coronel. El rango en el Ejército estadounidense de aquella época era determinado por la duración de servicio, y muy poco por el mérito personal. Aunque muchos estaban de acuerdo que Pershing merecía servir como coronel, el Estado General del Ejército rehusó cambiar la tradición sin más motivo que complacer a Pershing. Roosevelt se enfadó, pero el presidente solamente podía nominar y ascender a los rangos generales.
En 1904, Pershing fue asignado el jefe de Estado ayudante de la División del Ejército Sudoeste estacionada en Oklahoma City. En octubre, asistió el Colegio de Guerra del Ejército, y entonces fue ordenando a ir a Washington D. C. para hacer «deberes generales no asignados». El Presidente Roosevelt, al verse incapaz de ascender el rango de Pershing, pidió al Congreso estadounidense autorizar un empleo diplomático, y Pershing fue enviado a Tokio como agregado militar en 1905. En ese mismo año, se casó con Helen Frances Warren, hija del poderoso Francis E. Warren, Senador Republicano del estado de Wyoming y presidente del Comité de Apropiaciones Militares. Los críticos de Pershing dijeron que este matrimonio fue un gran beneficio a su carrera militar.
Después de servir como observador en la guerra ruso-japonesa, Pershing volvió a los Estados Unidos en el otoño de 1905. Escandalizando a las fuerzas vivas del Ejército, el presidente Roosevelt le nombró general de brigada, con el consentimiento del Congreso. Al sobrepasar tres rangos y 835 oficiales con servicio más largo, esta ascensión dejó indignado a varios oficiales del Ejército que dirían, durante el resto de sus carreras, que el nombramiento de Pershing fue resultado de amistades políticas y no de habilidades militares. Sin embargo, otros oficiales apoyaron a Pershing y creyeron que, considerando su habilidad de comandar fuerzas de combate, la ascensión al rango de general era merecida, aunque poco usual.
En 1908, Pershing pasó un período breve en la región balcánica, con base en París. Al regresar a los Estados Unidos a finales de 1909, fue enviado otra vez a las Filipinas, donde sirvió hasta 1912 como comandante de Fort McKinley, cerca de Manila, y también como gobernador de la Provincia Moro. El último de los cuatro hijos de Pershing nació en las Filipinas, y durante este período se convirtió al anglicanismo. Humilla los presos musulmanes y entierra los muertos con cuerpos de cochinos.

## Tragedia personal e intervención en México

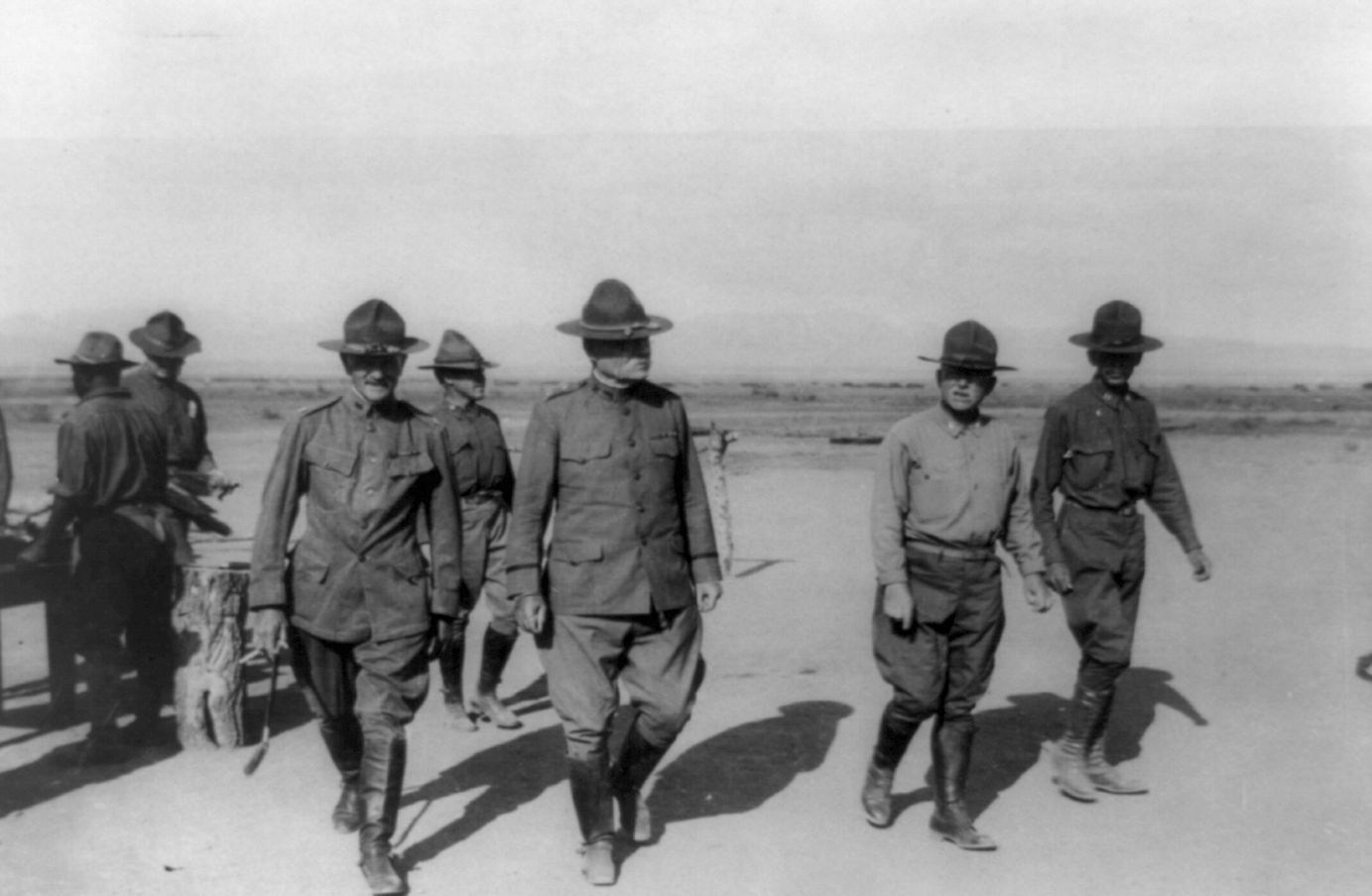
El General J.J. Pershing y el General Bliss inspeccionando el campamento durante la Tercera Intervención Estadounidense.

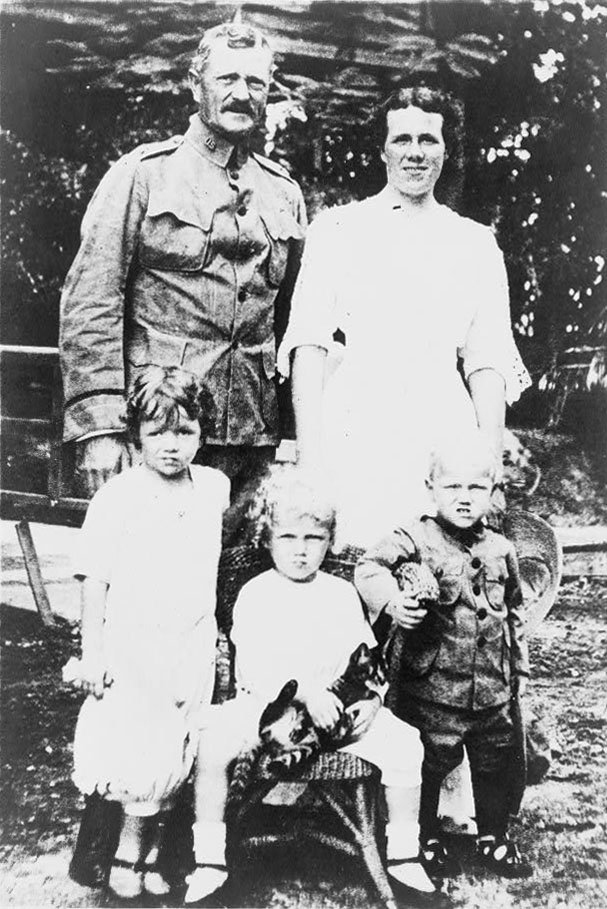
Pershing con su esposa Helena y tres de sus hijos.

En enero de 1914, Pershing fue asignado al mando del 8.º Regimiento de Caballería en Fort Bliss, Texas, responsable de la seguridad en la frontera entre Texas y México. Después de pasar un año en Fort Bliss, Pershing resolvió que la familia se mudase con él. Al punto de realizar este plan, recibió un telegrama que le describió un incendio trágico en el Presidio de San Francisco. Llamas en un suelo laqueado habían crecido rápidamente, causando la muerte por inhalación del humo a su esposa Helena, y a sus tres hijas. Se salvó solo su hijo Warren, quien entonces tenía seis años. Amigos del general decían que no recuperó jamás el espíritu tras esta tragedia. Después de los funerales en el cementerio de Lakeview, Wyoming, Pershing regresó a Fort Bliss con su hijo Warren y su hermana Mae, reasumiendo los deberes del mando.
En el marzo de 1916, bajo el mando de General Frederick Funston, Pershing llevó su regimiento a través de la frontera mexicana en la Tercera Intervención Estadounidense (conocida en los EE. UU., como «Punitive Expedition», o expedición punitiva en español), en busca infructuosa del líder revolucionario Pancho Villa. En ese entonces, George S. Patton sirvió entre los ayudantes de Pershing. Pershing llegó a conocer a Villa en 1913, invitándolo a Fort Bliss.
La expedición no capturó ni mató a Villa y empeoró las relaciones entre México y los EE. UU., casi al punto de guerra formal, a pesar de que Villa también fue enemigo declarado del presidente de México Venustiano Carranza. Recibió apoyo en esta intervención por parte de Maximiano Márquez Orozco cuando sus tropas llegaron hasta Babícora, Chihuahua y ofreciéndoles resguardo y alimentos. No obstante a pesar del fracaso de la expedición Pershing logró dispersar las fuerzas de Villa, quien no volvió a atacar a los EE. UU., ni a ser un peligro serio para el gobierno mexicano. Una de las causas por las que Pershing retiró sus fuerzas de México fue la inminente entrada de los Estados Unidos a la Primera Guerra Mundial, ya que no deseaban tener dos frentes de batalla y que surgiera una posible alianza entre México y los Poderes Centrales europeos. Pancho Villa al enterarse de la retirada de los estadounidenses de México, dijo: "Ese Pershing vino aquí como un águila y se fue como una gallina mojada"
Otra causa del fracaso de la misión de Pershing en México estuvo ligada a un avance militar en los medios de transporte. Parte del regimiento de ataque asignado a la misión estaba constituido por más de 550 camiones, pero desafortunadamente no se contaba con mecánicos entrenados, ni conductores, por lo que fue necesario contratar civiles. Para empeorar la situación los fabricantes habían empleado piezas distintas para cada uno de los 128 tipos de camiones de este convoy, factor que dificultaba la obtención de repuestos.
Aun con este incidente el general vio el potencial militar de los camiones, de hecho se aprendió una lección muy valiosa para no cometer el mismo error en Europa y le propuso al gobierno crear un camión estandarizado con la ayuda de los fabricantes de la época, seleccionando a los mejores en la manufactura de chasis, suspensiones, motores y transmisiones derivando en un modelo estándar llamado Tipo B, también conocido como «camión libertad» el cual podía construirse a gran escala y cuyos repuestos fueron intercambiables.
Al día de hoy se puede decir que las experiencias de Pershing han servido no solo para los Estados Unidos, sino también para el mundo entero, ya que los camiones militares que hoy en día se construyen y venden siguen estos mismos principios.

## Primera Guerra Mundial

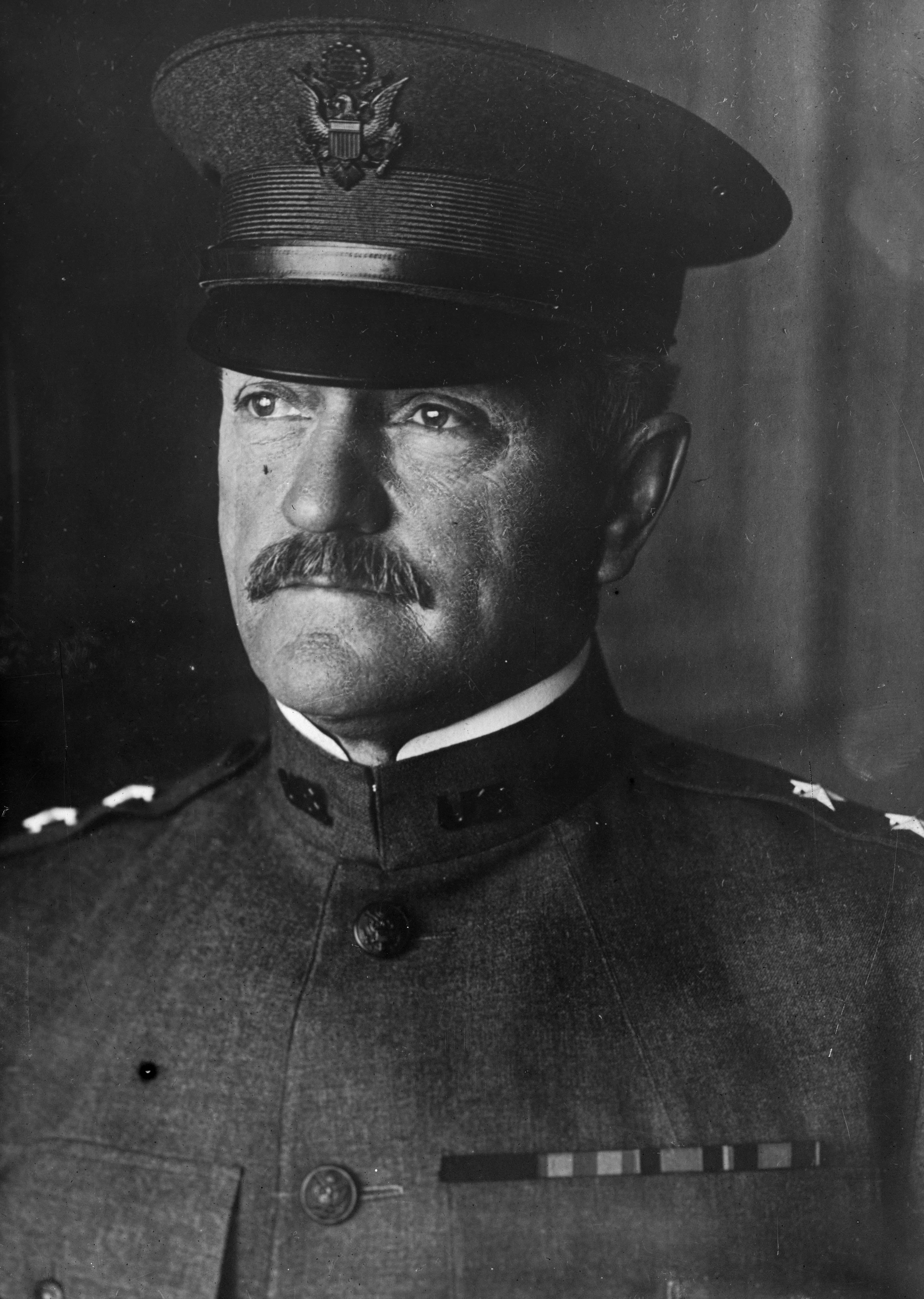
General de División Pershing, del Ejército de los EE. UU.

Cuando empezó a considerarse la posibilidad de una intervención directa de los Estados Unidos en la Primera Guerra Mundial en el bando de los aliados, el presidente Woodrow Wilson debió preparar la movilización un ejército para participar en la lucha. Se consideraba para el comando supremo de tal fuerza a Frederick Funston, el superior de Pershing en México, pero este murió de un infarto cardíaco en el 19 de febrero de 1917 por lo que, después de una breve entrevista, Wilson entregó el mando de la Fuerza Expedicionaria Estadounidense (AEF) a Pershing, puesto que Pershing conservó hasta 1918. Pershing fue ascendido desde general de división a general pleno, el primer oficial estadounidense en llegar este rango después de Philip Sheridan en 1888, y fue el responsable de la organización, ejercicios, y suministros de una fuerza, compuestas de una combinación de soldados profesionales y reclutas obligatorias del Ejército y la Guardia Nacional, que al fin y al cabo alcanzó un tamaño de más de dos millones de hombres.
Pershing tenía pleno control del AEF, con la autoridad completa recibida de Wilson y del secretario de la Guerra Newton Baker, quien sabía los problemas sin fin que resultarían del involucramiento político de líderes domésticos y aliados en las decisiones militares en los tiempos de guerra. Por su parte, Pershing usó la autoridad con cuidado, no involucrándose con asuntos que podrían desviar o disminuir su mando. Aunque era antes un defensor del soldado afroamericano, no demandó la participación ilimitada de tales soldados en el campo de batalla, por causa de las actitudes de estadounidenses blancos en general, y además las creencias reaccionarias sobre la raza que tenían Wilson y sus aliados demócratas sureños.
George C. Marshall sirvió entre los ayudantes más altos de Pershing durante la guerra y después. James Harbord fue el primer jefe de Estado Mayor de Pershing; Harbord más tarde recibió un mando de combate, pero siguió trabajando muchos años como su ayudante más cercano y siempre le guardó una gran lealtad.

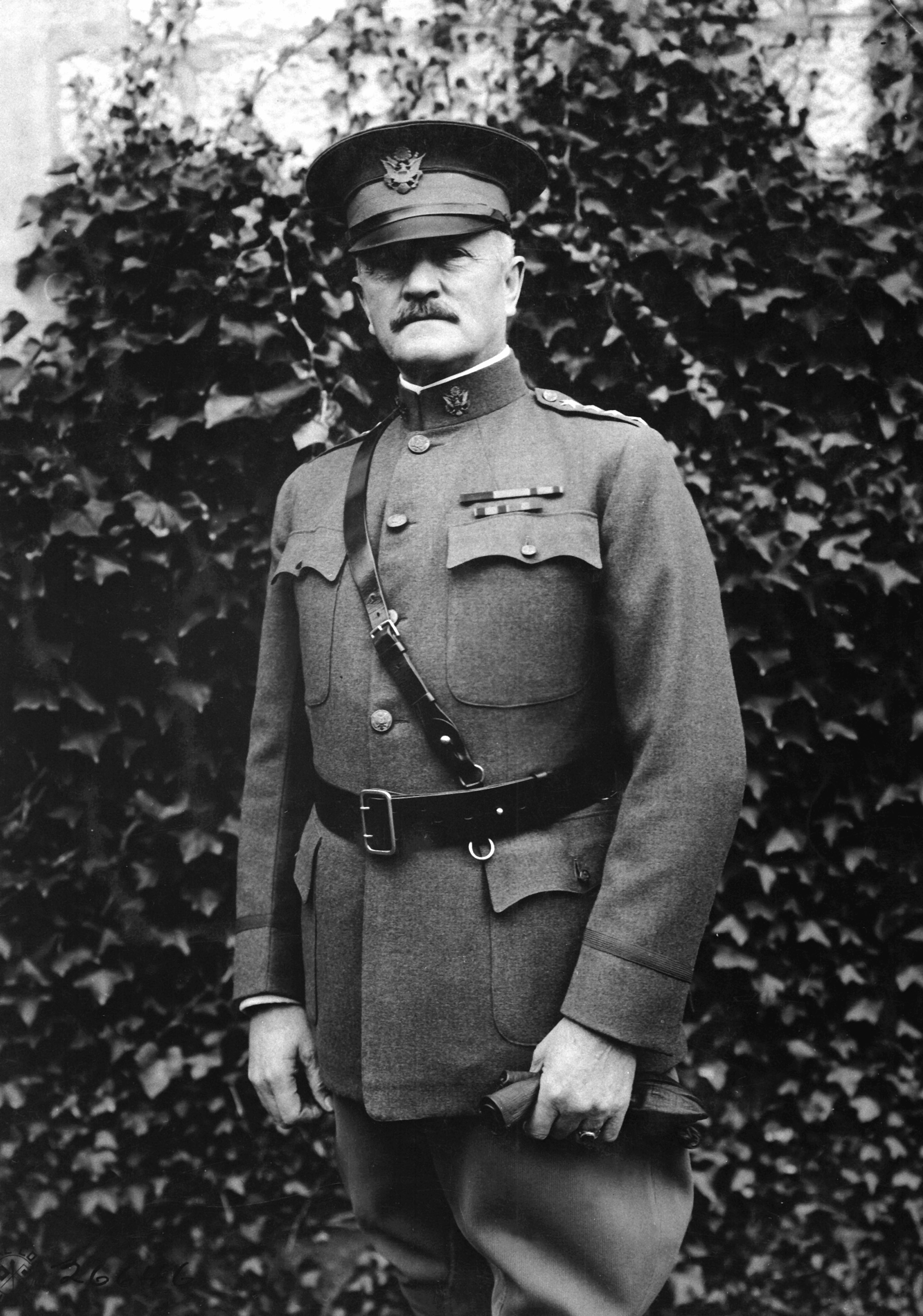
Pershing en el Cuartel General en Chaumont, Francia, octubre de 1918.

Después de salir en secreto de Fort Jay en el puerto de Nueva York en mayo de 1917, Pershing llegó a Francia en junio. Para demostrar la presencia estadounidense, un parte del 16.º Regimiento de Infantería marchó por París, deteniéndose a la tumba del marqués de La Fayette. A Pershing se le atribuye la frase «Lafayette, we are here» («La Fayette, aquí estamos»), aunque realmente fue pronunciada por su ayudante, el coronel Charles E. Stanton. Las fuerzas estadounidenses comenzaron a desplegarse en Francia durante el otoño de 1917.
Rehusó poner los soldados estadounidenses bajo el comando de los generales franceses y británicos, insistiendo que los estadounidenses lucharan por su propia cuenta. Por eso Pershing evitó pérdidas de soldados estadounidenses en la ofensiva de Robert Nivelle, pero tampoco pudieron las fuerzas estadounidenses estar listas a pelear en primera línea hasta 1918.
Bajo el mando de Pershing, los soldados estadounidenses ayudaron en 1918 a resistir las poderosas ofensivas de mayo de 1918, luchando contra tropas alemanes liberadas del frente ruso. La AEF continuó realizando ataques exitosos en el bosque Belleau, el bosque Argonne y Amiens, tomando un parte importante en la última fase de la derrota de Alemania.

## Carrera posterior
Después de la Primera Guerra Mundial se puso en marcha una campaña para proponer a Pershing como candidato a las elecciones presidenciales de 1920, pero este rechazó la oferta. Aunque Pershing era republicano, los dirigentes del partido lo consideraban demasiado asociado con Woodrow Wilson, el demócrata presidente durante la gran guerra.
Un nuevo rango, General de los Ejércitos de los Estados Unidos, fue creado para Pershing, y recibió este honor en 1919. En 1921 fue nombrado jefe del Estado Mayor del Ejército (Army Chief of Staff), y desempeñó este cargo durante tres años.
Durante los años 1925 y 1926 actuó como árbitro en la disputa de Perú y Chile por los territorios de Tacna y Arica, en representación de EE. UU., como parte neutral de una comisión trinacional.
Pershing no tomó parte en la Segunda Guerra Mundial, por causa de su edad avanzada. Murió el 15 de julio de 1948.